# Solar Power (노래)
‘Solar Power’는 뉴질랜드의 싱어송라이터 로드의 노래이다. 2021년 6월 10일 유니버설 뮤직 그룹을 통하여 세 번째 정규 음반 “Solar Power”의 리드 싱글로 공개하였다. 로드와 함께 잭 안토노프가 작사·작곡과 프로듀싱을 함께하였다. 본래 공식 웹사이트에 "인내는 미덕"(Patience is a virtue)라는 말과 함께 6월 20일에 발매할 예정이었으나, 몇 시간이 안 된 시각에 노래가 유출되면서 발매일을 열흘 앞당겼다.

## 평가
피치포크의 애나 가카는 ‘Solar Power’를 "여름 시즌의 소박한 즐거움을 위한 노래"라고 이야기하며, 2017년작 “Melodrama”의 사운드와 비교했을 때 "많이 달라졌다"고 평하였다. NME의 라이언 달리는 별 다섯 개 만점을 주면서 "햇빛을 받아 따듯해진 재시작을 위한 노래"라고 이야기하였으며, 프라이멀 스크림의 음반 “Screamadelica”, 조니 미첼, “Visions of a Life”부터의 울프 앨리스에 비유하였다. 뉴질랜드의 잡지 스핀오프의 토비 매나이어는 "순간에 느껴지는 클래식"이라고 언급하였으며, 스튜어트 소맨런드는 "너무 여름 느낌이 물씬해 데번포트 (혹은 오클랜드 사람들이 수영하는 곳이라면 어디던)로 곧장 운전을 해 가고 싶어졌다"고 표현하였다.

## 크레딧
크레딧은 타이달에서 발췌하였다.
- 로드 – 보컬, 작사 및 작곡, 프로듀싱
- 잭 안토노프 – 작사 및 작곡, 프로듀싱, 6줄 어쿠스틱 기타, 12줄 어쿠스틱 기타, 베이스, 드럼, 6줄 전기 기타, 퍼커션
- 클레어오 – 백 보컬
- 피비 브리저스 – 백 보컬
- 맷 챔벌레인 – 드럼, 퍼커션, 프로그래밍
- 에반 스미스 – 색소폰
- 콜 카멘그린 – 트럼펫
- 크리스 게링거 – 마스터링
- 윌 퀸넬 – 마스터링
- 마크 "스파이크" 스텐트 – 믹싱
- 맷 월러치 – 보조 믹싱